# Городское поселение Красково
Городско́е поселе́ние Краско́во — упразднённое в 2017 году муниципальное образование (городское поселение) упразднённого Люберецкого муниципального района Московской области. Образовано в 2005 году, включило дачный посёлок Красково и ещё 7 населённых пунктов, административно ему подчинённых.
Крупнейший населённый пункт, в котором расположена администрация поселения, — дачный посёлок Красково.
Глава городского поселения — Волков Владимир Михайлович.
Председатель Совета депутатов — Астраханцев Валерий Александрович.

## Географические данные
Общая площадь — 34,27 км². Муниципальное образование находится в северо-восточной части Люберецкого района, и граничит:
- с городским округом Балашиха (на севере)
- с Раменским городским округом (на востоке)
- с городским поселением Малаховка (на юге)
- с городским поселением Томилино (на юго-западе)
- с районом Некрасовка города Москвы (на западе)
- с городским поселением Люберцы (на северо-западе)

## Население
| 2006    | 2007    | 2008    | 2009    | 2010    | 2011    |
| ------- | ------- | ------- | ------- | ------- | ------- |
| 22 331  | ↘20 646 | ↘20 059 | ↗21 150 | ↗22 032 | ↗22 833 |
| 2012    | 2013    | 2014    | 2015    | 2016    | 2017    |
| →22 833 | ↗23 728 | ↗24 137 | ↗25 428 | ↗27 980 | ↗30 114 |

## История
Муниципальное образование городское поселение Красково в существующих границах было образовано на основании закона Московской области «О статусе и границах Люберецкого муниципального района и вновь образованных в его составе муниципальных образований». В его состав вошли 8 населённых пунктов.
8 января 2017 года поселение упразднено вместе с преобразованием Люберецкого муниципального района в городской округ.

## Населённые пункты
В состав поселения входят 8 населённых пунктов:
| Вид            | Наименование      | Население, чел. (2006) | ОКАТО          | Административная единица                                      |
| -------------- | ----------------- | ---------------------- | -------------- | ------------------------------------------------------------- |
| посёлок        | Балластный Карьер | 36                     | 46 231 565 008 | посёлок, административно подчинённый дачному посёлку Красково |
| дачный посёлок | Красково          | 27 645                 | 46 231 565     |                                                               |
| деревня        | Лукьяновка        | 19                     | 46 231 565 007 | деревня, административно подчинённая дачному посёлку Красково |
| деревня        | Марусино          | 1615                   | 46 231 565 004 | деревня, административно подчинённая дачному посёлку Красково |
| деревня        | Машково           | 202                    | 46 231 565 002 | деревня, административно подчинённая дачному посёлку Красково |
| деревня        | Мотяково          | 241                    | 46 231 565 003 | деревня, административно подчинённая дачному посёлку Красково |
| деревня        | Сосновка          | 16                     | 46 231 565 006 | деревня, административно подчинённая дачному посёлку Красково |
| деревня        | Торбеево          | 48                     | 46 231 565 005 | деревня, административно подчинённая дачному посёлку Красково |

## Экологическая ситуация
В городском поселении складывается крайне неблагоприятная экологическая ситуация.
Значительное влияние на экологию оказывают расположенные на территории городского поселения полигоны ТБО, в том числе нелегальные, и промзона «Машково».
Основными загрязнителями воздуха и почв городского поселения являются:
- Полигон ТБО «Торбеево»[19]
- ООО ПК «Вторалюминпродукт»[20]
- Территория рекультивации земель ООО «ЖелДорТехника»[21]
- Территория рекультивации земель ООО «Вива-Транс»[22]

Также на качестве воздуха значительно сказывается граничащая с городским поселением Люберецкая станция аэрации, с которой производится сброс очищенной воды в реку Пехорку, а также выбросы биогаза, образующегося в процессе очистки сточных вод.